# Kornevo
Kornevo (Корнево; in tedesco fino al 1947 Zinten) è un centro abitato (poselok) della Russia, compreso nel comune rurale di Pograničnyj nell'Oblast' di Kaliningrad.